# 新長崎製作所
株式会社新長崎製作所（しんながさきせいさくしょ）は、長崎県諫早市にある機械製作会社。

## 沿革
- 1946年（昭和21年）- 石田工業株式会社設立、永岩造船鉄工株式会社設立
- 1952年（昭和27年）- 有限会社梶原鉄工所設立
- 1959年（昭和34年）- 有限会社東海鉄工所設立
- 1988年（昭和63年）- 4社が解散・合併し、株式会社新長崎製作所設立

## 東北地方太平沖地震
2011年3月11日発生した東北地方太平洋沖地震において　電力不足を補うための緊急電源の製作工事に携わった。三菱重工業高砂製作所（現・三菱パワー）への東京電力（現・JERA）からの要請で、千葉火力発電所3号系列M701GAC型ガスタービン 3基の排気ダクトを長崎県内24社共同製作で要請に応じた。
なお、現在は出力1,500,000kW、M701GAC×3　蒸気タービン×3　HRSG化されている。